# Dániel Prosser
Dániel Prosser (Budapest, 15 giugno 1994) è un calciatore ungherese, attaccante svincolato.

## Caratteristiche tecniche
Gioca prevalentemente come ala destra, ma può fare anche il trequartista, l'ala sinistra o la punta centrale.

## Carriera

### Club
Cresciuto nelle giovanili del Budapest Honvéd, nel 2013 sotto la guida tecnica del mister Marco Rossi viene promosso in prima squadra. Debutta il 4 agosto 2013, nella gara interna contro il Lombard Pápa. Negli anni conquista sempre più spazio, divenendo una pedina fondamentale sia della prima che della seconda squadra. Il 15 gennaio 2017 viene ceduto al Puskás Akadémia. Dopo una stagione e mezza con 31 presenze e 8 reti deludendo in parte le aspettative, nell'estate 2018 si trasferisce in prestito in Romania al Sepsi S.G. squadra "ungherese" del massimo campionato rumeno della Transilvania zona abitata dal 70% da popolazione ungherese. La stagione dopo essere partita nel migliore dei modi con lo schieramento da titolare nelle prime due giornate di campionato e le due reti segnate nelle due partite della Coppa di Romania non viene più impiegato dal mister Eugen Neagoe limitandolo a convocarlo saltuariamente. Così nel gennaio 2019 lascia la squadra, ritornando in patria e riandando in prestito con il Diosgyor. In un anno e mezzo dopo aver deluso in gran parte le aspettative con soli 4 in 28 presenze, nel gennaio 2020 scende di categoria per firmare con l'MTK Budapest. Segnando una doppietta nella partita di esordio contro il Dorogi vinta proprio grazie alle sue reti e forte delle 5 reti in 7 presenze riesce a vincere il campionato di seconda divisione ritornando nella massima serie dopo solo mezza stagione. La stagione seguente si segnala per aver vinto la classifica dei marcatori di Coppa d'Ungheria con 5 gol.
Il 26 agosto 2021 dopo aver cominciato il campionato con l'MTK va in prestito al SønderjyskE, nella massima serie danese. Dopo aver cominciato bene con dei gol sia in campionato, sia in coppa, si infortuna alla caviglia tornando solo per le ultime partite della stagione. A fine stagione dopo la retrocessione avvenuta all'ultimo posto e anche a causa del poco minutaggio, non viene riscattato, tornando ancora una volta all'MTK ma rescindendo il contratto rimanendo svincolato.

### Nazionale
Nel 2011 entra nel giro della nazionale, venendo scelto per rappresentare l'Under-17. Nell'ottobre del 2014, dopo aver giocato una partita e messo a segno una rete con la maglia dell'Under-20, viene convocato dall'Under-21. Debutta il 10 ottobre, nell'amichevole Ungheria-Russia (1-1). Mette a segno le sue prime due reti con la maglia della Nazionale Under-21 il 3 settembre 2015 in Liechtenstein-Ungheria (0-6).

## Statistiche

### Presenze e reti nei club
Statistiche aggiornate all'11 ottobre 2021.
| Stagione               | Squadra                | Campionato             | Campionato | Campionato | Coppe nazionali | Coppe nazionali | Coppe nazionali | Coppe continentali | Coppe continentali | Coppe continentali | Altre coppe | Altre coppe | Altre coppe | Totale | Totale |
| Stagione               | Squadra                | Comp                   | Pres       | Reti       | Comp            | Pres            | Reti            | Comp               | Pres               | Reti               | Comp        | Pres        | Reti        | Pres   | Reti   |
| ---------------------- | ---------------------- | ---------------------- | ---------- | ---------- | --------------- | --------------- | --------------- | ------------------ | ------------------ | ------------------ | ----------- | ----------- | ----------- | ------ | ------ |
| 2013-2014              | Honvéd II              | NBIII                  | 22         | 12         | -               | -               | -               | -                  | -                  | -                  | -           | -           | -           | 22     | 12     |
| 2014-2015              | Honvéd II              | NBIII                  | 11         | 4          | -               | -               | -               | -                  | -                  | -                  | -           | -           | -           | 11     | 4      |
| 2015-2016              | Honvéd II              | NBII                   | 15         | 3          | -               | -               | -               | -                  | -                  | -                  | -           | -           | -           | 15     | 3      |
| 2016-gen. 2017         | Honvéd II              | NBIII                  | 2          | 1          | -               | -               | -               | -                  | -                  | -                  | -           | -           | -           | 2      | 1      |
| Totale Honvéd II       | Totale Honvéd II       | Totale Honvéd II       | 50         | 20         |                 | -               | -               |                    | -                  | -                  |             | -           | -           | 50     | 20     |
| 2013-2014              | Honvéd                 | NBI                    | 11         | 1          | MK+MLK          | 2+5             | 0+1             | UEL                | 0                  | 0                  | -           | -           | -           | 18     | 2      |
| 2014-2015              | Honvéd                 | NBI                    | 22         | 2          | MK+MLK          | 3+8             | 2+1             | -                  | -                  | -                  | -           | -           | -           | 33     | 5      |
| 2015-2016              | Honvéd                 | NBI                    | 19         | 1          | MK              | 1               | 0               | -                  | -                  | -                  | -           | -           | -           | 20     | 1      |
| 2016-gen. 2017         | Honvéd                 | NBI                    | 11         | 4          | MK              | 3               | 4               |                    | -                  | -                  | -           | -           | -           | 14     | 8      |
| Totale Honvéd          | Totale Honvéd          | Totale Honvéd          | 63         | 8          |                 | 22              | 8               |                    | 0                  | 0                  |             | -           | -           | 85     | 16     |
| gen.-giu. 2017         | Puskás Akadémia        | NBII                   | 18         | 7          | MK              | -               | -               | -                  | -                  | -                  | -           | -           | -           | 18     | 7      |
| 2017-2018              | Puskás Akadémia        | NBI                    | 13         | 1          | MK              | 7               | 4               | -                  | -                  | -                  | -           | -           | -           | 20     | 5      |
| Totale Puskás Akadémia | Totale Puskás Akadémia | Totale Puskás Akadémia | 31         | 8          |                 | 7               | 4               |                    | -                  | -                  |             | -           | -           | 38     | 12     |
| 2018-gen. 2019         | Sepsi S.G.             | L1                     | 2          | 0          | CR              | 2               | 2               | -                  | -                  | -                  | -           | -           | -           | 4      | 2      |
| gen.-giu. 2019         | Diosgyor               | NBI                    | 12         | 3          | MK              | -               | -               | -                  | -                  | -                  | -           | -           | -           | 12     | 3      |
| 2019-gen. 2020         | Diosgyor               | NBI                    | 16         | 1          | MK              | 3               | 0               | -                  | -                  | -                  | -           | -           | -           | 19     | 1      |
| Totale Diósgyőr        | Totale Diósgyőr        | Totale Diósgyőr        | 28         | 4          |                 | 3               | 0               |                    | -                  | -                  |             | -           | -           | 31     | 4      |
| gen.-giu. 2020         | MTK Budapest           | NBII                   | 7          | 5          | MK              | 5               | 1               | -                  | -                  | -                  | -           | -           | -           | 12     | 6      |
| 2020-2021              | MTK Budapest           | NBI                    | 29         | 4          | MK              | 5               | 5               | -                  | -                  | -                  | -           | -           | -           | 34     | 9      |
| lug.-ago. 2021         | MTK Budapest           | NBI                    | 4          | 0          | MK              | -               | -               | -                  | -                  | -                  | -           | -           | -           | 4      | 0      |
| Totale MTK Budapest    | Totale MTK Budapest    | Totale MTK Budapest    | 40         | 9          |                 | 10              | 6               |                    | -                  | -                  |             | -           | -           | 50     | 15     |
| ago. 2021-2022         | Sønderjysk             | SL                     | 10+1       | 2          | CD              | 3               | 1               | UEL                | -                  | -                  |             | -           | -           | 14     | 3      |
| gen.-giu. 2023         | Szeged                 | NBII                   | 14         | 0          | MK              | -               | -               |                    | -                  | -                  |             | -           | -           | 14     | 0      |
| 2023-gen. 2024         | Szeged                 | NBII                   | 15         | 1          | MK              | 2               | 0               |                    | -                  | -                  |             | -           | -           | 17     | 1      |
| Totale Szeged          | Totale Szeged          | Totale Szeged          | 29         | 1          |                 | 2               | 0               |                    | -                  | -                  |             | -           | -           | 31     | 1      |
| Totale carriera        | Totale carriera        | Totale carriera        | 254        | 51         |                 | 49              | 21              |                    | 0                  | 0                  |             | -           | -           | 303    | 72     |

## Palmarès

### Club
- Campionato ungherese di NBII: 2

Puskás Akadémia: 2016-2017
MTK Budapest: 2019-2020

### Individuale
- Capocannoniere della coppa ungherese: 1

2020-2021 (5 gol, a pari merito con Roko Baturina e Giorgi Beridze)